# Ordine del Sacro Tesoro
L'Ordine del Sacro Tesoro (瑞宝章?, zuihōshō) è un'onorificenza giapponese fondata dall'Imperatore Meiji del Giappone con il nome di Ordine di Meiji, con il quale esso è alternativamente conosciuto. È conferito a quanti abbiano svolto nel loro campo un lungo e meritevole servizio.

## Storia
L'Ordine del Sacro tesoro fu istituito il 4 gennaio 1888 (Meiji 21) assieme al Collare dell'Ordine del Crisantemo, al Gran Cordone con Fiori di Paulonia dell'Ordine del Sol Levante e all'Ordine della Corona Preziosa. All'epoca l'Ordine aveva otto gradi. Prima di ciò, esistevano solo il Gran Cordone dell'Ordine del Crisantemo e i primi otto gradi dell'Ordine del Sol Levante, entrambi aperti ai soli uomini; lo stesso Ordine del Sacro Tesoro, al momento della progettazione, doveva essere aperto ai soli uomini. L'Ordine fu aperto alle donne nel 1919 (Taishō 8). Dopo la revisione del sistema di onorificenze del 3 novembre 2003 (Heisei 15), l'ordine fu ridotto a sei gradi.

## Classi
L'Ordine presentava fin dall'inizio otto classi, organizzate in modo simile a quelle dell'Ordine del Sol Levante. Attualmente possiede solo sei classi.

## Insegne
L'insegna dell'Ordine incorpora i simboli dei tre gioielli più importanti della corona imperiale giapponese: lo Specchio Yata no Kagami; il Gioiello Yasakani no Magatama e la Spada Ama no Murakumo.
- La medaglia consiste in una croce maltese smaltata di bianco formata da raggi di sole a forma di spada (rappresentanti la spada imperiale). Al centro si trova un disco di colore blu riportante una stella argentata ad otto punte (rappresentante lo specchio), il tutto circondato da una corona a punti rossi (rappresentante il gioiello). La medaglia è appesa al nastro mediante una medaglietta a forma di foglia di paulonia smaltata di bianco. La medaglia è in oro dalla I alla IV classe, in oro e argento per la V e in argento per la VI. Per la VII e l'VIII classe la medaglia era una semplice stella in argento ad otto punte con il simbolo dello specchio al centro (dorata per la VII, in argento semplice per la VIII).
- La stella dell'Ordine riprende le medesime decorazioni della medaglia, ma presenta otto braccia anziché quattro. Viene conferita solo alle prime due classi. Va appesa sul petto a sinistra per la I classe, a destra per la II.
- Il nastro è azzurro con una striscia gialla per parte. Anticamente esso era azzurro molto chiaro con una striscia gialla per parte. Per la I classe è un gran cordone da portare dalla spalla destra al fianco sinistro, per la II e la III classe è un nastro da collo, per la IV classe è una medaglia con rosetta ed è una medaglia semplice per le altre classi. Il nastro della medaglia ha forma triangolare ed è da appendere sul petto a sinistra.

     Attivo
     Abolito nel 2003
     Insegna secondaria
| Insegne                                                                                                 | Insegne | Insegne                                                                                                 | Insegne                                                                                              |
| --- | --- | --- | --- |
| Ottava Classe (勲八等瑞宝章?, kunhattō zuihōshō)                                                        | Settima Classe (勲七等瑞宝章?, kun'nanatō zuihōshō)                                                           | Raggi d'Argento (瑞宝単光章?, zuihō tankōshō) Sesta Classe (勲六等瑞宝章?, kunrokutō zuihōshō)          | Raggi d'Oro e d'Argento (瑞宝双光章?, zuihō sōkōshō) Quinta Classe (勲五等瑞宝章?, kungotō zuihōshō) |
| Raggi d'Oro con Rosetta (瑞宝小綬章?, zuihō shōjushō) Quarta Classe (勲四等瑞宝章?, kun'yontō zuihōshō) | Raggi d'Oro con Nastro da Collo (瑞宝中綬章?, zuihō chūjushō) Terza Classe (勲三等瑞宝章?, kunsantō zuihōshō) | Stella d'Oro e d'Argento (瑞宝重光章?, zuihō jūkōshō) Seconda Classe (勲二等瑞宝章?, kun'nitō zuihōshō) | Gran Cordone (瑞宝大綬章?, zuihō daijushō) Prima Classe (勲一等瑞宝章?, kun'ittō zuihōshō)           |

## Criteri di assegnazione
- Secondo un decreto del 1888, l'Ordine verrà assegnato a "persone che hanno servito a lungo lo stato o la società".
- Secondo i "Criteri per l'assegnazione delle onorificenze" stabiliti dal Governo Giapponese, l'Ordine del Sacro Tesoro viene assegnato come riconoscimento per coloro che hanno prestato servizio a lungo in vari settori della società, elencati nei seguenti punti:
  - Coloro che sono direttamente coinvolti nell'istruzione scolastica o nella ricerca;
  - Coloro che sono direttamente coinvolti nello sviluppo benessere sociale;
  - Coloro che sono direttamente coinvolti nel campo medico o sanitario;
  - Coloro che sono assegnati dai governi nazionali o locali a compiti quali commissari di mediazione, responsabili della sicurezza e commissari del welfare;
  - Coloro che hanno svolto lavori significativamente pericolosi;
  - Coloro che sono occupati in un ambiente estremamente laborioso mentalmente o fisicamente;
  - Coloro che non rientrano negli articoli precedenti e hanno lavorato a lungo in campi lontani dall'attenzione mediatica.
- Il grado da assegnare sarà valutato in base alla complessità, alla difficoltà e al grado di responsabilità dei compiti svolti dalla persona. Per coloro che hanno adempiuto ai loro doveri e hanno ottenuto buoni risultati, sarà assegnato il grado di Raggi d'Oro con Rosetta o superiore.
- L'assegnazione dell'Ordine non è vincolata all'esperienza di lavoro formale, ma è aperta anche a coloro che hanno ottenuto altri risultati esemplari.
- L'Ordine può essere assegnato anche a funzionari pubblici che sono stati impegnati in affari amministrativi generali per molti anni. Va notato che i risultati complessivi della persona devono essere valutati in modo esauriente e si può prendere in considerazione l'assegnazione di un'onorificenza più alta:
  - Coloro che hanno svolto a lungo il ruolo di segretario generale (Stella d'Oro e d'Argento);
  - Coloro che hanno svolto a lungo il ruolo di capo del dipartimento interno (Raggi d'Oro con Nastro da Collo);
  - Coloro che hanno svolto a lungo il ruolo di capo di un ministero prefettizio (Raggi d'Oro con Rosetta).
- Funzionari pubblici che sono stati impegnati negli affari pubblici di un Governo nazionale o locale diversi dagli affari amministrativi generali per molti anni e hanno ottenuto buoni risultati devono ottenere una'onorificenza equivalente a quelle riportate nella voce precedente.
- La durata delle funzioni richieste per l'assegnazione dell'Ordine deve essere adeguata in base all'importanza delle funzioni.[3]

Come gli altri ordini giapponesi, l'Ordine del Sacro Tesoro può essere conferito postumo.

## Insigniti notabili

### I Classe
- Soamsavali Kitiyakara, 1991
- Otto Abetz
- Daniel J. Boorstin, 1986
- Avery Brundage
- Hugh Cortazzi, 1995
- Takuma Dan, 1932
- Milton Friedman
- Daniel Hays, 2000
- Renato Piola Caselli
- James McNaughton Hester, 1981
- Masaru Ibuka (1908-1997)
- Umezawa Michiharu, 1914
- Mikimoto Kōkichi, 1954
- Akio Morita, 1991
- Henry Francis Oliver (1865-1965)
- Radhabinod Pal, 1966.
- Julian Ridsdale (1915-2004)
- David Rockefeller, 1991
- Kenjirō Takayanagi, 1989
- Shoichiro Toyoda, 1995
- Hugh Trenchard, 1921
- Giuseppe Tucci, 1959

### II Classe
- Herbert W. Armstrong (1892–1986).
- W. Edwards Deming (1900–1993).
- Kaoru Ishikawa (1915–1989).
- Joseph M. Juran (1904–2008).
- Bernard Leach (1887–1979).
- Richard W. Pound, 1998.
- Jacob Henry Schiff (1847–1920).
- Henry W. Taft (1859-1945).
- Akira Toriyama (1898-1994).
- Eugene P. Wilkinson.
- Sakıp Sabancı (1993–2004)
- Yuet Keung Kan

### III Classe
- Enrico Bonessa, 1938.
- Robert Günther, 1929.
- Frederick J. Horne, 1919.
- Akira Ifukube (1914-2006).
- Miles Wedderburn Lampson (1880-1964).
- Masao Maruyama (1914-1996).
- Genzô Murakami, 1981.
- Isamu Noguchi (1904-1988).
- Thomas Noguchi, 1999.
- Leonard Pronko
- Eric Gascoigne Robinson (1882-1965).
- Tadahiro Sekimoto (1926-2007).
- Herbert Cyril Thacker (1870-1953).
- Charles Egbert Tuttle (1915-1993).
- Masanobu Tsuji (1902-1961).
- Arthur Young.
- Elizabeth Gray Vining (1902-1999)
- Yuet Keung Kan (1913)
- Uno Chiyo (1897-1996)

### IV Classe
- Herbert Keppler, 2002
- Junnosuke Ofusa (1908-1994)
- Richard Ponsonby-Fane (1878-1937).
- Shozo Sato, 2004.
- Oskar Ritter und Edler von Xylander.
- Stefano Dell'Angela (1920-1999)

### V Classe
- George Edward Luckman Gauntlett (1868-1956).
- Friedrich Hirzebruch, 1996.
- Chiura Obata (1885-1975).
- Azalia Emma Peet, 1953.